# ابوالمفاخر رازی
ابوالمفاخر رازی شاعر پارسی گوی دورهٔ سلجوقی و هم دورهٔ محمد بن ملک شاه و پسرش مسعود می‌باشد. اطلاعات زیادی از زندگی او در دست نیست. او در نیمهٔ اول سدهٔ ششم قمری در ری می زیسته است. دولت شاه سمرقندی او را اندیشمندی کامل و ادیبی فاضل شمرده است. و از او با عنوان استاد الشعرا یاد کرده است.

## قصاید
او در مدح امام علی موسی الرضا چند قصیدهٔ مصنوع دارد.
ملا حسین واعظ کاشفی این اشعار را از او در کتاب روضه الشهدا نقل کرده است:
| شاه و برادر منست اختر آسمان دین   |  | مهتر و بهتر زمان قبله و قدوه زمین     |
| لاله روضه صفا گلبن باغ اصطفا      |  | چشم و چراغ مصطفی میر و امام راستین    |
| گوهر کان اجتبا مهر سپهر اهتدی     |  | طره نشان طا و ه چهره‌گشای یا و سین     |
| من نه برادر ویم خادم و چاکر ویم   |  | پیش دو دیده شما خارجیان تیره دین      |
| در گذر مخاصمت صاعقه اجل کمان      |  | بر فلک مقاومت مشتری زحل کمین          |
| تحفه جان و دل به کف آمده به درگهش |  | دیده و رخ بر آستان تیغ و کفن در آستین |

قصیدهٔ بال مرصع از قصاید معروف اوست:
| بال مرصع بسوخت مرغ ملمع بدن          |  | اشک زلیخا بریخت یوسف گل پیرهن    |
| صفحهٔ صندوق چرخ کرد نگونسار باز       |  | کرد برون مار صبح مهرهٔ مهر از دهن |
| صبح برآمد ز کوه دامن اطلس کشان       |  | چون نفس جبرئیل از گلوی اهرمن     |
| شعلهٔ خاور گرفت از سر کبریت دود       |  | دوده فرو شست پاک تیغ شعاع از مسن |
| دوش دگر باره داشت گنبد نیلوفری       |  | در بن طاس دو مرد بر سر نعش سه زن |
| کوههٔ دستان ثور سوخته در مجمره        |  | ران فریب حمل دوخته برباب زن      |
| تایزک باد صبح دست بیغما نبرد         |  | چاک نزد پرنیان بر تن نازک پرن    |
| چون تف آتش فتاد از کف مغرب در آب     |  | زلف بنفشه به دست از گلوی یاسمن   |
| چرخ چو پروانه بود قطب چو شمع از قیاس |  | جرم زحل چون دخان دور قمر چون لگن |
| صولت بهرام رام مهر شهی در نگین       |  | دولت کیوان پیر دلو تهی بر رسن    |
| ناخنک جوشنی بر تن بهرام شب           |  | از شفق برهمان از افق برهمن       |
| دایرهٔ اژدها بر تن گردون کمند         |  | نایرهٔ فرقدان در چه هامون شطن     |
| قاضی شب را صواب از فرجی حله باف      |  | منشی غم را دبیر شطوی خامه زن     |
| خامهٔ تیر از کمان بهر نظام زمان       |  | بر کمر تو امان بافته در عدن      |
| دفتر اوج ارغوان آمده در ارغنون       |  | از لب چون ناردان تافته بر نارون  |